# 格拉瓦塔尔
格拉瓦塔尔是巴西圣卡塔琳娜州的一个市镇。总面积168平方公里，总人口10510人，人口密度62.6人/平方公里。